# Câmpulung la Tisa
Câmpulung la Tisa (węg. Hosszúmező) – wieś w Rumunii, w okręgu Marmarosz, w gminie Câmpulung la Tisa. W 2011 roku liczyła 2485 mieszkańców.